# Izidoro Martins Júnior

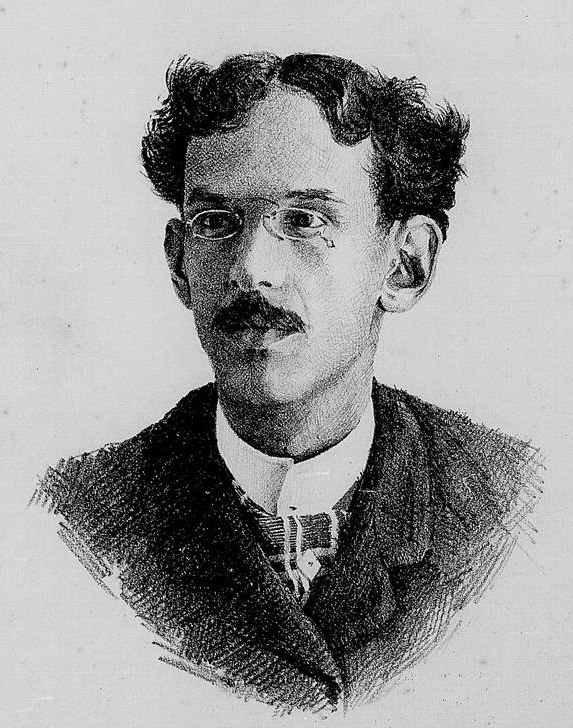
Martins Junior

José Izidoro Martins Júnior (* 24. November 1860 in Recife; † 22. August 1904 in Rio de Janeiro) war ein brasilianischer Dichterjurist.
Martins Júnior setzte sich während des Kaiserreichs für die Gründung der Republik und die Abschaffung der Sklaverei ein.
Er war Gründer der Recifer Zeitung O Norte und Mitbegründer der Pernambucanischen Akademie der Literatur. Ab 1891 war er Dozent für Brasilianische Rechtsgeschichte an der Bundesuniversität von Pernambuco. Besonders aus politischen Gründen zog er Anfang 20. Jahrhundert nach Rio de Janeiro. 1902 wurde er in die Brasilianischen Akademie der Literatur (cadeira 13) gewählt.
Zu seinen bekanntesten Werken gehören Vigílias literárias (Verse, 1879) und das kulturkritische Werk O escalpelo: estudo crítico de política, letras e costumes (1881), die er beide zusammen mit Clóvis Beviláqua veröffentlichte.